# HMS Graph
| U-570 «Граф»                                                                                                 | U-570 «Граф» | U-570 «Граф» |
| --- | --- | --- |
| U 570 HMS Graph                                                                                              | | |
| | | |
| Трофейний U-570, що перебував у лавах британського Королівського флоту як «Граф», у морі. 1943               | | |
| Верф | Blohm + Voss, Гамбург                                                                                              | Blohm + Voss, Гамбург                                                                                              |
| Під прапором                                                                                                 | Третій Рейх Велика Британія                                                                                        | Третій Рейх Велика Британія                                                                                        |
| Належність                                                                                                   | Крігсмаріне · Військово-морські сили Великої Британії                                                              | Крігсмаріне · Військово-морські сили Великої Британії                                                              |
| Порт приписки                                                                                                | Кіль | Кіль |
| Замовлення                                                                                                   | 24 жовтня 1939 | 24 жовтня 1939 |
| Закладений                                                                                                   | 21 травня 1940 | 21 травня 1940 |
| Спуск на воду                                                                                                | 20 березня 1941 | 20 березня 1941 |
| Введений до складу флоту                                                                                     | 15 травня 1941 | 15 травня 1941 |
| Виведений зі складу флоту                                                                                    | 21 червня 1943 | 21 червня 1943 |
| На службі | 1941 1941—1943 | 1941 1941—1943 |
| Сучасний статус                                                                                              | 20 березня 1944 року сів на мілину біля шотландських берегів. 1961 року розібраний на брухт                        | 20 березня 1944 року сів на мілину біля шотландських берегів. 1961 року розібраний на брухт                        |
| Бойовий досвід                                                                                               | Друга світова війна Битва за Атлантику                                                                             | Друга світова війна Битва за Атлантику                                                                             |
| Проєкт | | |
| Тип ПЧ | середній торпедний ДПЧ                                                                                             | середній торпедний ДПЧ                                                                                             |
| Вартість | 4 714 000 ℛℳ | 4 714 000 ℛℳ |
| Основні характеристики                                                                                       | | |
| Швидкість (надводна)                                                                                         | 17,9 вузлів | 17,9 вузлів |
| Швидкість (підводна)                                                                                         | 8 вузлів | 8 вузлів |
| Робоча глибина занурення                                                                                     | 100 м | 100 м |
| Гранична глибина занурення                                                                                   | 220 м | 220 м |
| Автономність плавання                                                                                        | 135—174 км на швидкості 4 вузли (в підводному положенні) 11 470 км на швидкості 10 вузлів (у надводному положенні) | 135—174 км на швидкості 4 вузли (в підводному положенні) 11 470 км на швидкості 10 вузлів (у надводному положенні) |
| Екіпаж | 44-60 осіб | 44-60 осіб |
| Розміри | | |
| Довжина найбільша (по КВЛ)                                                                                   | 67,1 м | 67,1 м |
| Ширина корпусу найб.                                                                                         | 6,2 м | 6,2 м |
| Висота | 9,6 м | 9,6 м |
| Середня осадка (по КВЛ)                                                                                      | 4,74 м | 4,74 м |
| Водотоннажність надводна                                                                                     | 769 т | 769 т |
| Силова установка                                                                                             | | |
| дизель-електрична; 2 дизельних двигуни MAN M 6 V 40/46, 2 електродвигуни Siemens-Schuckert-Werke GU 343/38-8 | | |
| Гвинти | 2 | 2 |
| Потужність                                                                                                   | 2800—3200 к.с. (дизелі) 750 к.с. (електродвигуни)                                                                  | 2800—3200 к.с. (дизелі) 750 к.с. (електродвигуни)                                                                  |
| Озброєння | | |
| Артилерія | 1 × 88-мм палубна гармата SK C/35                                                                                  | 1 × 88-мм палубна гармата SK C/35                                                                                  |
| Торпедно- мінне озброєння                                                                                    | 4 носових і один кормовий ТА 14 торпед або 26 мін TMA                                                              | 4 носових і один кормовий ТА 14 торпед або 26 мін TMA                                                              |
| ППО | 1 × 37-мм зенітна гармата Flak M42 2 × 20-мм зенітні гармати FlaK 30                                               | 1 × 37-мм зенітна гармата Flak M42 2 × 20-мм зенітні гармати FlaK 30                                               |

«Граф» — німецький середній підводний човен типу VIIC, що перебував на озброєнні Військово-морських сил Третього Рейху та Королівського військово-морського флоту Великої Британії у роки Другої світової війни. Закладений 21 травня 1940 року на верфі № 546 компанії Blohm + Voss у Гамбурзі. Спущений на воду 6 березня 1941 року. 15 травня 1941 року корабель увійшов до складу 3-ї навчальної флотилії ПЧ ВМС нацистської Німеччини. Єдиним командиром підводного човна був капітан-лейтенант Ганс-Йоахім Рамлов.
27 серпня 1941 року був захоплений південніше Ісландії Королівським флотом Великої Британії, коли зазнав пошкоджень унаслідок авіаудару британського бомбардувальника «Гудзон», відновлений та уведений до складу флоту, як «Граф».

## Історія
U-570 належав до німецьких підводних човнів типу VIIC, найчисельнішого типу субмарин Третього Рейху, яких було випущено 703 одиниці. Службу розпочав у складі 3-ї навчальної флотилії ПЧ. 1 серпня 1941 року продовжив службу у бойовому складі цієї флотилії.
Після серії коротких випробувань і введення в експлуатацію на Балтиці, човен перевели до Норвегії, де він здійснив короткі тренувальні походи та провів бойові стрільби торпедами. До 25 липня U-570 перемістився на німецьку базу підводних човнів у Лофіорді, частині Тронгеймсфіорду, приблизно за 13 кілометрів (7 морських миль) на північ від Тронгейма.
Наприкінці серпня 1941 року німецьке дешифрувальне управління флоту (нім. B-Dienst) дізналося про велику концентрацію торговельних суден союзників у Північній Атлантиці на південь від Ісландії. Адмірал Карл Деніц наказав відправити 16 підводних човнів у цей район. U-570 був одним з них, і вранці 24 серпня він вийшов у море у свій перший бойовий похід.
27 серпня 1941 року німецький човен атакував бомбардувальник «Гудзон». U-570 не встиг повністю зануритися, і британці скинули на нього чотири 250-фунтові (110 кг) глибинні бомби — одна здетонувала всього в 10 м від човна.
U-570 швидко сплив на поверхню, і з ньому з'явилося близько 10 членів екіпажу. «Гудзон» відкрив вогонь по них з кулеметів, але припинив вогонь, коли екіпаж підводного човна викинув біле простирадло. Полонені члени екіпажу пізніше розповіли слідчим британської військово-морської розвідки про те, що трапилося: вибухи глибинних бомб ледь не перевернули човен, вивели з ладу всю електрику, розбили інструменти, спричинили витік води та забруднили повітря на човні. Недосвідчений екіпаж вважав, що забруднення було хлором, спричиненим кислотою, що витікає з банок акумулятора, змішуючись із морською водою, і екіпаж моторного відділення запанікував і втік вперед, щоб уникнути газу. Відновлення електроенергії для підводних електродвигунів і освітлення було б простим, але в моторному відсіку не залишилося нікого, хто міг би це зробити. Підводний човен стояв мертвий у воді і в повній темряві. Ганс-Йоахім Рамлов вважав, що перебування під водою може бути смертельним через хлор, тому він знову підняв човен на поверхню. Море було надто бурхливим, тому німці вивісили білий прапор, щоб запобігти наступній, ймовірно смертельній, атаці глибинними бомбами з «Гудзона» — вони не знали, що літак вже скинув усі свої глибинні бомби.
Спочатку над човном, що капітулював, циркулювали «Гудзони», потім на місце прибув патрульний летючий човен «Каталіна», якому було наказано стежити за підводним човном до прибуття кораблів союзників. Перший корабель, який досяг U-570, був протичовновий траулер HMT Northern Chief. «Каталіна» повернулася в Ісландію після 13-годинного кружляння над U-570.
Німецький екіпаж залишався на борту U-570 всю ніч; вони не намагалися затопити свій човен, оскільки HMT Northern Chief дав сигнал, що він відкриє вогонь і не рятуватиме тих, хто вижив, якщо вони це зроблять (капітану HMT Northern Chief, Н. Л. Найту, було наказано запобігти затопленню субмарини в будь-який спосіб). Протягом ночі ще п'ять кораблів союзників дісталися місця події: озброєний траулер Kingston Agate, два протичовнових китобої, есмінець Королівського флоту «Барвелл» і канадський есмінець «Ніагара».

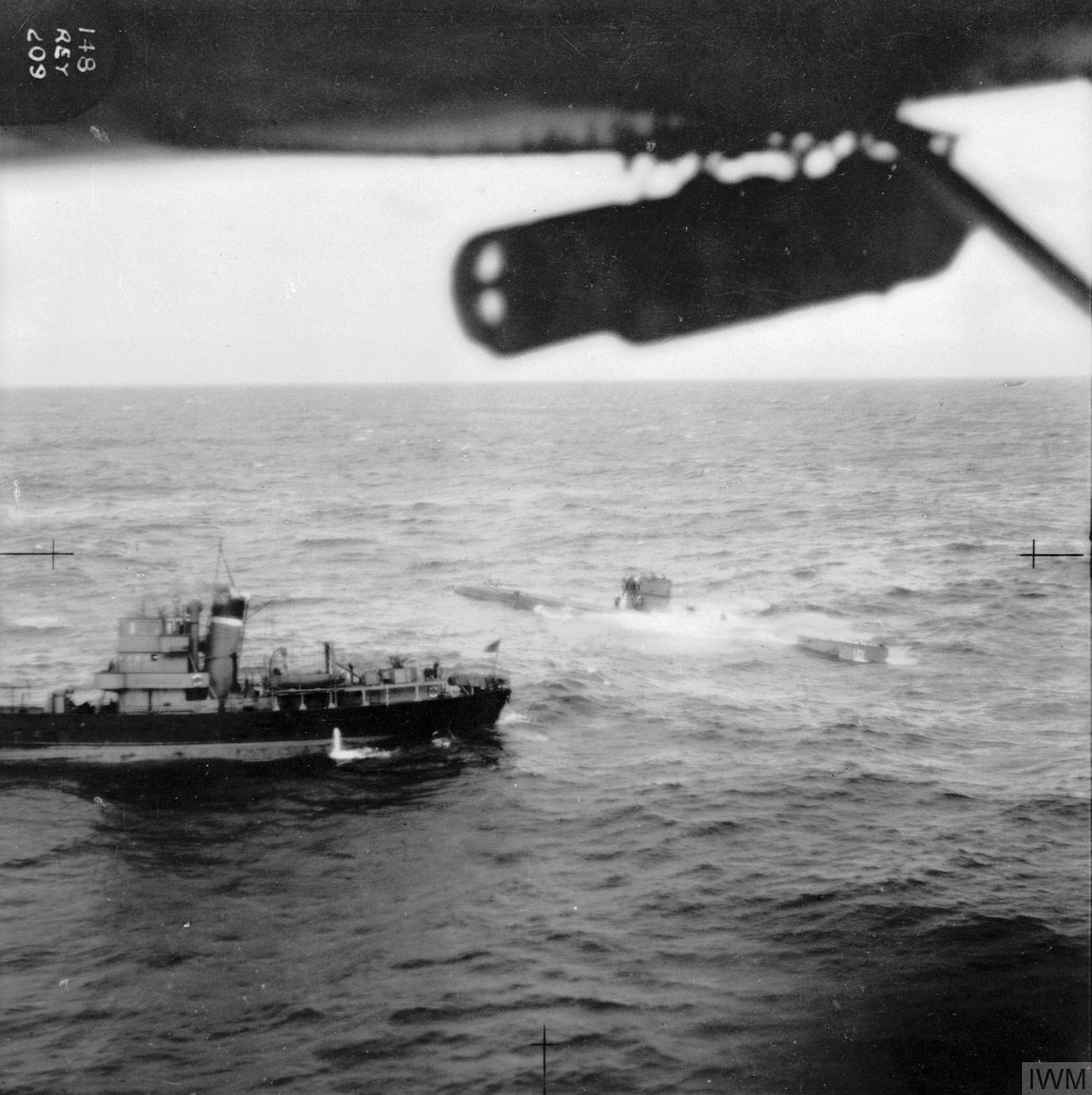
Буксирування захопленого U-570 британськими кораблями. Серпень 1941

Захоплений німецький човен відбуксирували до ісландського Торлаксгьопна. Команда спеціалістів з Британії, що терміново прибула до Ісландії, змогла відновити освітлення та плавучість U-570; човен було відбуксировано навколо узбережжя до британської військово-морської бази у Хваль-фіорді. Там U-570 був пристикований до корабля-депо HMS Hecla для ремонту, щоб здійснити подорож до Британії власним ходом.
29 вересня підводний човен у супроводі есмінця «Саладин» та траулера HMS Kingston Agate вирушив до Великої Британії. 3 жовтня прибув до Барроу-ін-Фернесс.
Адольф Гітлер, розлючений через втрату одного зі своїх нових підводних човнів у вчинку, який він вважав боягузтвом, наказав віддати Рамлова під військовий суд і стратити. На щастя для Рамлова, він був ув'язнений у таборі військовополонених у Великій Британії, і наказ так і не був виконаний.
5 жовтня 1941 року трофейний човен увели до складу Королівського флоту під назвою «Граф» (HMS Graph). 21 червня 1943 року «Граф» був виведений з активної служби, його перевели під контроль верфі Chatham Dockyard. Субмарина була втрачена 20 березня 1944 року, після того, як сіла на мілину біля західного узбережжя острову Айла, Шотландія, коли прямувала на утилізацію. Рештки розібрані на брухт у 1961 році.